# Saint-Astier (Lot-et-Garonne)
Saint-Astier é uma comuna francesa na região administrativa da Nova Aquitânia, no departamento de Lot-et-Garonne. Estende-se por uma área de 9,56 km². Em 2010 a comuna tinha 228 habitantes (densidade: 23,8 hab./km²).